# Редчиці
Редчиці (пол. Redczyce, нім. Rettschütz) — село в Польщі, у гміні Жнін Жнінського повіту Куявсько-Поморського воєводства.
Населення — 91 особа (2011).
У 1975-1998 роках село належало до Бидгощського воєводства.

## Демографія
Демографічна структура станом на 31 березня 2011 року:
|          | Загалом | Допрацездатний вік | Працездатний вік | Постпрацездатний вік |
| -------- | ------- | ------------------ | ---------------- | -------------------- |
| Чоловіки | 44      | 12                 | 30               | 2                    |
| Жінки    | 47      | 10                 | 29               | 8                    |
| Разом    | 91      | 22                 | 59               | 10                   |